# Martin Ehlers (Musiker)
Martin Ehlers (* 10. April 1962 in Kiel) ist ein deutscher Jazzmusiker (Piano, Komposition) und Arzt.

## Leben und Wirken
Ehlers erhielt früh Klavierunterricht; seine Lehrerin brachte ihm die Goldberg-Variationen ebenso nahe wie Popsongs und ermunterte ihn, eigene Stücke zu schreiben. Von 1988 bis 1997 absolvierte er ein Studium der Humanmedizin an der Universität Kiel, das er mit einer Promotion über die medikamentöse Beeinflussbarkeit der bronchialen Hyperreagibilität abschloss. Nach Tätigkeit als wissenschaftlicher Assistent am Forschungszentrum Borstel und an der Universität zu Lübeck ist er seit 1998 als niedergelassener Facharzt für Innere Medizin, Lungen- und Bronchialheilkunde sowie Allergologie in Hamburg-Winterhude tätig. Seit 2002 ist er beratender Arzt des Deutschen Schwimm-Verbandes und des Olympiastützpunktes in Hamburg.
Ehlers ist daneben als Jazzpianist tätig; er leitet ein eigenes Trio (mit dem Bassisten Thomas Biller und dem Schlagzeuger Derek Scherzer), mit dem er sein eigenes Repertoire entwickelt, das vom skandinavisch-melodischen Jazz beeinflusst ist. Auch tritt er mit anderen Musikern auf. Mit Jasper van’t Hof  improvisierte er bei JazzBaltica in Salzau ausgedehnt über seine Komposition „Nachtflüge“.

## Diskographische Hinweise
- Strange Blue Light Bay (2005)
- Swedish Moment (2007)
- Feel the Light (2010, mit Ingolf Burkhardt)
- Fatum (2012, mit Herb Geller)